# Etheostoma juliae
Etheostoma juliae är en fiskart som beskrevs av Meek, 1891. Etheostoma juliae ingår i släktet Etheostoma och familjen abborrfiskar. Inga underarter finns listade i Catalogue of Life.